# COME ON EVERYBODY (with Nile Rodgers)
『COME ON EVERYBODY (with Nile Rodgers)』（カモン・エブリバディ - ウィズ・ナイル・ロジャース）は、TM NETWORKの17枚目のシングル。

## 背景
15枚目のシングル「COME ON EVERYBODY」のリミックスバージョンで、3枚同時リリースされたリプロダクションシングルの1つ。
アルバム『DRESS』に2曲とも収録されたせいか、3枚の中で一番売り上げが低かった。表題通り、ナイル・ロジャースがプロデュース、リミックスを担当している。ナイル・ロジャースは「アメリカでヒットする」とコメントしたという。

## 制作
ナイル・ロジャースの在籍していたバンド、シックの楽曲「Everybody Dance」のコーラス部分がサンプリングされている。

## 収録曲
| 全作曲: 小室哲哉。 |                                           |           |            |                               |      |
| #                  | タイトル                                  | 作詞      | 作曲・編曲 | Produced and Mixed            | 時間 |
| 1.                 | 「COME ON EVERYBODY (with Nile Rodgers)」 | 小室哲哉  | 小室哲哉   | Nile Rodgers and Andres Levin | 5:09 |
| 2.                 | 「COME ON LET'S DANCE (DANCE SUPREME)」   | 神沢礼江  | 小室哲哉   | Nile Rodgers and Greg Smith   | 5:15 |
| 合計時間:          | 合計時間:                                 | 合計時間: | 合計時間:  | 10:24                         |      |

## 収録アルバム
COME ON EVERYBODY (with Nile Rodgers)
- DRESS
- GROOVE GEAR 1984-1994 (ライブバージョン)
- TIME CAPSULE all the singles
- TM NETWORK THE SINGLES 2
- TM NETWORK ORIGINAL SINGLES 1984-1999
- TM NETWORK ORIGINAL SINGLE BACK TRACKS 1984-1999 (オリジナル・カラオケ)

COME ON LET'S DANCE (DANCE SUPREME)
- DRESS